# Czarcikęsik
Czarcikęsik (Succisella Beck) – rodzaj roślin z rodziny przewiertniowatych (Caprifoliaceae). Obejmuje 5 gatunków występujących w Europie środkowej i południowej od Półwyspu Iberyjskiego po Kaukaz. Do polskiej flory należy jeden gatunek – czarcikęsik Kluka S. inflexa.

## Systematyka
Pozycja systematyczna według APweb (aktualizowany system APG IV z 2016)
Do systemu APG II rodzaj zaliczany był do rodziny szczeciowatych Dipsacaceae, która wraz z  siostrzaną rodziną kozłkowatych Valerianaceae stanowiły jedną z linii rozwojowych w obrębie rzędu szczeciowców Dipsacales. W systemie APG III i APG IV włączony został do szeroko ujmowanej rodziny przewiertniowatych (Caprifoliaceae).
Wykaz gatunków
- Succisella andreae-molinae  Pajarón & Escudero – endemit Hiszpanii[6]
- Succisella carvalhoana (Mariz) Baksay
- Succisella inflexa (Kluk) Beck – czarcikęsik Kluka
- Succisella microcephala (Willk.) Beck
- Succisella petteri (J.Kern. & Murb.) Beck